# Thirty-three
"Thirty-three" er en sang skrevet af Billy Corgan og indspillet af Smashing Pumpkins. Den blev udgivet som den femte og sidste single fra dobbeltalbummet Mellon Collie and the Infinite Sadness fra 1995 og er bandets seneste top 40-hit i USA.
Singlen blev udgivet d. 11. november 1996. Sangen, der hedder "Thirty-three" og ikke "33", skulle oprindeligt have været den første af tre sange, hvoraf de to sidste skulle have heddet "Sixty-six" (66) og "Ninety-nine" (99). Billy Corgan nåede dog aldrig at få skrevet de sidste to. Det blev den første single udgivet efter Jimmy Chamberlins fyring i sommeren 1996, og måske derfor valgte bandet at udgive en sang, hvorpå han ikke spiller trommer, som den femte og sidste single. Nogle påstår, at bandet ville have udgivet "Muzzle" som den femte og sidste single fra dobbeltalbummet, og "Muzzle" blev også udgivet som radiosingle nogle måneder før og promoveret på Conan O'Briens amerikanske talkshow, men at "Thirty-three" blev valgt, fordi Chamberlin ikke medvirker.
"Thirty-three" blev et af bandets største hit inden for amerikanske alternativ radio. Sangen gik ind som nummer to på den amerikanske alternative hitliste, hvilket kun "1979" og "Bullet with Butterfly Wings" tidligere havde formået. Bandets to tidligere singler, "Zero" og "Tonight, Tonight", havde ikke klaret sig så godt på listen. 
I forbindelse med udgivelsen af bandets syvende album Oceania i 2012 lavede musikmagasinet Rolling Stone en oversigt over de 20 bedste sange fra Smashing Pumpkins ud fra en omfattende afstemning blandt fans. "Thirty-three" blev stemt ind som nummer 16 på listen.

## B-sider
- "The Last Song"
- "The Aeroplane Flies High (Turns Left, Looks Right)"
- "Transformer"
- "The Bells"
- "My Blue Heaven"

Alle sange er skrevet af Billy Corgan med undtagelse af "The Bells", som er skrevet af James Iha, og "My Blue Heaven", som er en gammel amerikansk klassiker fra 1927.